# 神田小川町
神田小川町（かんだおがわまち）は、東京都千代田区の地名。現行行政地名は神田小川町一丁目から神田小川町三丁目。住居表示に関する法律に基づく住居表示は未実施である。

## 地理
千代田区の北部に位置する。北辺は、神田猿楽町・神田駿河台・神田淡路町にそれぞれ接する。東部は神田須田町に接する。南部は神田錦町・神田司町・神田美土代町にそれぞれに接する。西部は錦華通りと千代田通りに接しこれらを境に、神田神保町に接する（地名はいずれも千代田区）。
神田小川町は商業地域でビルや商店が多く立ち並んでいる。町域内の靖国通り沿いを中心にスポーツ用品店が多く並んでいることでも知られる。ほかに神保町に隣接していることもあり出版・書籍関連の企業も見られる。また、カレーの街としても知られ、神田界隈、特にこの小川町周辺には100店舗を超すカレー店が犇き合い、それぞれ個性的な店が出店している。

## 歴史
江戸時代は土浦藩土屋家や淀藩稲葉家などの武家屋敷があった。

## 世帯数と人口
2025年（令和7年）3月1日現在（千代田区発表）の世帯数と人口は以下の通りである。
| 丁目             | 世帯数  | 人口    |
| ---------------- | ------- | ------- |
| 神田小川町一丁目 | 209世帯 | 313人   |
| 神田小川町二丁目 | 117世帯 | 182人   |
| 神田小川町三丁目 | 463世帯 | 733人   |
| 計               | 789世帯 | 1,228人 |

### 人口の変遷
国勢調査による人口の推移。
| 年                 | 人口  |
| ------------------ | ----- |
| 1995年（平成7年）  | 740   |
| 2000年（平成12年） | 657   |
| 2005年（平成17年） | 695   |
| 2010年（平成22年） | 907   |
| 2015年（平成27年） | 1,154 |
| 2020年（令和2年）  | 1,152 |

### 世帯数の変遷
国勢調査による世帯数の推移。
| 年                 | 世帯数 |
| ------------------ | ------ |
| 1995年（平成7年）  | 288    |
| 2000年（平成12年） | 286    |
| 2005年（平成17年） | 355    |
| 2010年（平成22年） | 525    |
| 2015年（平成27年） | 712    |
| 2020年（令和2年）  | 710    |

## 学区
区立小・中学校に通う場合、学区は以下の通りとなる（2017年8月現在）。なお、千代田区の中学校では学校選択制度を導入しており、区内全域から選択することが可能。
| 丁目             | 番地 | 小学校                   | 中学校                                        |
| ---------------- | ---- | ------------------------ | --------------------------------------------- |
| 神田小川町一丁目 | 全域 | 千代田区立昌平小学校     | 千代田区立麹町中学校 千代田区立神田一橋中学校 |
| 神田小川町二丁目 | 全域 | 千代田区立お茶の水小学校 | 千代田区立麹町中学校 千代田区立神田一橋中学校 |
| 神田小川町三丁目 | 全域 | 千代田区立お茶の水小学校 | 千代田区立麹町中学校 千代田区立神田一橋中学校 |

## 事業所
2021年（令和3年）現在の経済センサス調査による事業所数と従業員数は以下の通りである。
| 丁目             | 事業所数    | 従業員数 |
| ---------------- | ----------- | -------- |
| 神田小川町一丁目 | 262事業所   | 4,199人  |
| 神田小川町二丁目 | 348事業所   | 4,932人  |
| 神田小川町三丁目 | 453事業所   | 6,725人  |
| 計               | 1,063事業所 | 15,856人 |

### 事業者数の変遷
経済センサスによる事業所数の推移。
| 年                 | 事業者数 |
| ------------------ | -------- |
| 2016年（平成28年） | 934      |
| 2021年（令和3年）  | 1,063    |

### 従業員数の変遷
経済センサスによる従業員数の推移。
| 年                 | 従業員数 |
| ------------------ | -------- |
| 2016年（平成28年） | 13,629   |
| 2021年（令和3年）  | 15,856   |

## 施設

### 神田小川町一丁目
地域東部。概ね外堀通りと本郷通りの間に挟まれた区域。町域の中央部を東西に靖国通りが通っている。各種商店やオフィスビルが並んでいる。都営新宿線・小川町駅と丸ノ内線・淡路町駅の地下鉄出口の前になる。
- 山甚物産
- みずほ銀行神田支店
- 三井住友銀行神田支店

### 神田小川町二丁目
地域中部。東部は本郷通りに接する。中央部を東西に靖国通りが通っている。ビルや商店が並ぶ地域。靖国通り沿いにはスポーツ用品店が目立つ。
- イノウエスポーツ
- 石井スポーツ小川町店
- ムラサキスポーツ神田店
- 石橋楽器店本社
- 三菱UFJ銀行神田駅前支店小川町出張所
- 顔のYシャツ
  - たまのシングル「夕暮れ時のさびしさに」3曲目収録の「まちあわせ」に登場したオーダーメイドの洋裁店

### 神田小川町三丁目
地域西部。北西部は錦華通りと、また南西部は千代田通りに接している。また地域内を南北に明大通り・東西に靖国通りが通っており、両道路は駿河台下交差点で交わっている。ビルや商店が集まっている。靖国通り沿いはスポーツ用品店が目立つ。
- 明治大学紫紺館
  - 太平洋諸島センター
- 駿台法律経済専門学校・駿台電子情報専門学校
- お茶の水スクールオブビジネス
- 東京テクノ・ホルティ園芸専門学校
- ヴィクトリア本店

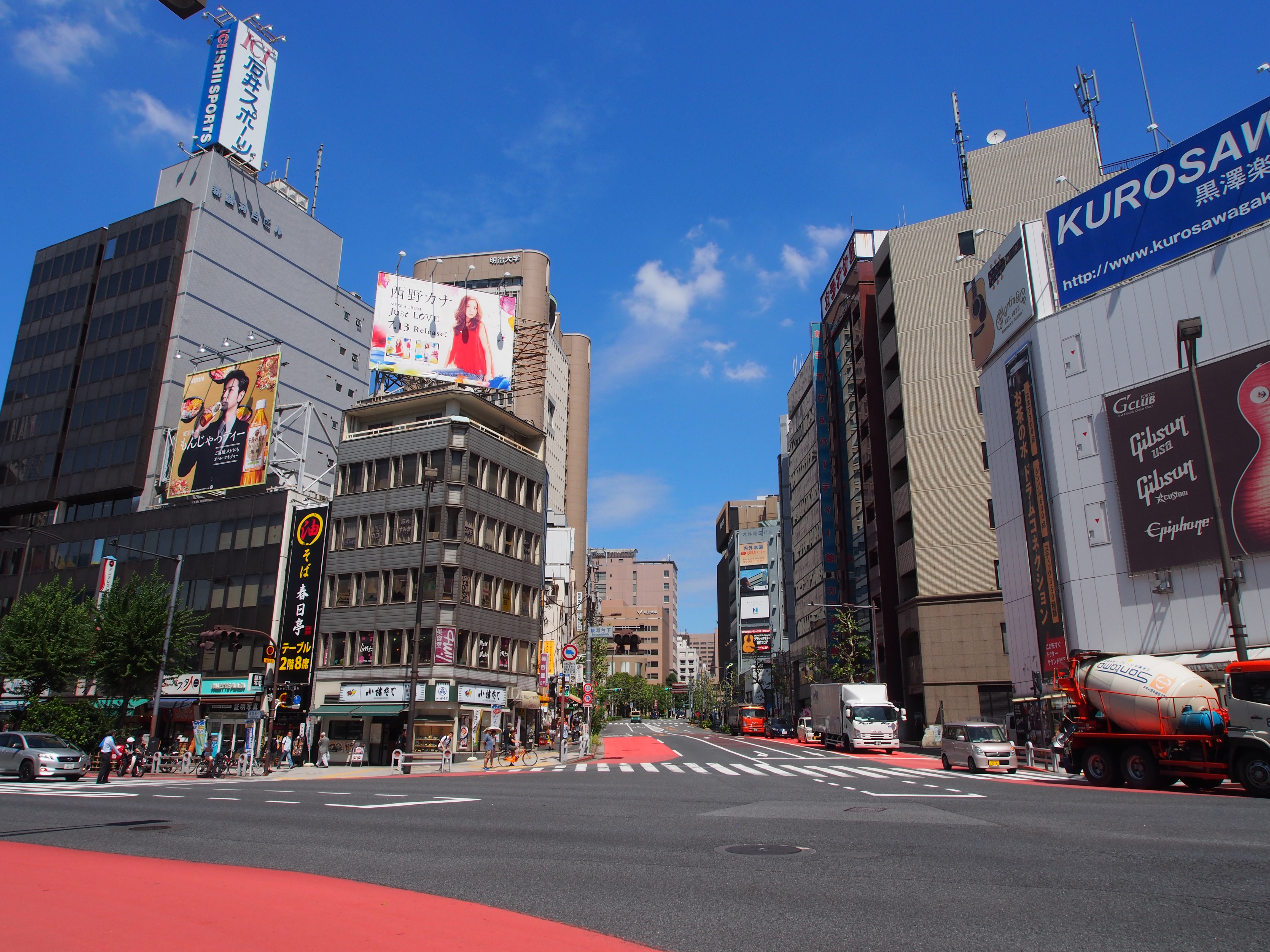
駿河台下交差点

- トヨタ不動産東京本社（登記上の本店は名古屋市中村区）
- ミナミ本店
- ミズノ東京本社（登記上の本店は大阪市中央区）
- 東京古書会館（1916年（大正5年）創立）
- 八木書店
- 白水社
- 立花書房
- 内外地図
- きらぼし銀行神田中央支店
- 神田小川町広場
- 三井住友銀行神保町支店

## 交通
町域内の中央部東西に靖国通りが通っている。靖国通りは東端の外堀通りと淡路町交差点で交わり、町域内の本郷通りと小川町交差点で交わり、明大通り（駿河台下交差点より北）・千代田通り（駿河台下交差点より南）と駿河台下交差点でそれぞれ交わっている。また町域内にはお茶の水仲通り・錦華通りが通っている。
都営新宿線・小川町駅と連絡駅でもある丸ノ内線・淡路町駅、千代田線・新御茶ノ水駅の地下鉄の出入り口がある。また場所によって西部方向にある神保町駅や、北部方向にある御茶ノ水駅も利用可能で交通の便は良い。

## 年間イベント
- 神田スポーツ祭り（毎年10月最終金～日曜日）
- 神田カレーグランプリ（毎年11月第1土・日曜日）

## その他

### 日本郵便
- 郵便番号 : 101-0052[4]（集配局 : 神田郵便局[16]）。